# Denia Caballerová
Denia Caballero Ponce (13. ledna 1990 Caibarién) je kubánská atletka, specializující se na hod diskem, mistryně světa z roku 2015.

## Sportovní kariéra
V roce 2011 zvítězila v soutěži diskařek na středoamerickém mistrovství, na světovém šampionátu v Tegu ve stejné sezóně skončila devátá. O jednu příčku si polepšila na mistrovství světa v Moskvě v roce 2013. Zatím největším úspěchem se pro ni stal titul mistryně světa z Pekingu ze srpna 2015. Z tohoto roku také pochází její osobní rekord 70,65 metru. Na olympiádě v Rio de Janeiro v roce 2016 vybojoval v soutěži diskařek bronzovou medaili. V následující sezóně na světovém šampionátu v Londýně skončila mezi diskařkami pátá.